# Црква Свете Тројице у Гуленовцима
Црква Свете Тројице у Гуленовцима, насељеном месту на територији  општине Димитровград, православни је храм који припада Епархији нишкој Српске православне цркве.
Црква посвећена Светом Тројству налази се на сеоском гробљу и саграђена је средином 19. века. Свештеник Тоша Манов је донео звоно направљено у Пловдиву, а новац су дали верници из села.
Храм је обновљен 2001. године.